# Dumitra
Dumitra is een Roemeense gemeente in het district Bistrița-Năsăud.
Dumitra telt 4760 inwoners.